# Carrer de Baix (Sant Gregori)
El Carrer de Baix és un carrer catalogat com a monument del municipi de Sant Gregori (Gironès) inclòs en l'Inventari del Patrimoni Arquitectònic Català.

## Descripció
Carrer que ocupa l'antic Camí Ral al seu pas per Sant Gregori. Es tracta d'un conjunt d'estatges unifamiliars entre mitgeres que ocupen les dues bandes del carrer. Són edificis desenvolupats en planta baixa i una o dues plantes superiors, fetes amb parets portants de maçoneria i generalment arrebossada a les façanes, i les cobertes són de teula àrab a dues vessants. Les portes d'entrada a les cases són emmarcades amb carreus i tenen llinda d'una sola peça, en alguna llinda hi ha gravat l'any de la construcció. La majoria tenen un balcó a la façana principal construït amb una solera de pedra emmotllurada i barana amb barrots verticals de ferro.

## Història
L'actual carrer de Baix formava part del Camí Ral que comunicava la ciutat de Girona amb Sant Martí de Llémena. En ell s'hi trobava l'Hostal, Cal Esclopeter que antigament havia servit d'Escola, Cal Barber, i altres serveis. Amb l'actual traçat de la carretera aquest sector ha quedat sensiblement marginat. Els anys gravat en les diferents llindes són: 1755, 1799, 1800.